# ベルデモール加古川
ベルデモール加古川（ベルデモールかこがわ）は兵庫県加古川市のJR加古川駅南から国道2号まで伸びる商店街である。

## 概要
加古川市の玄関口で鶴林寺の門前町として栄えた加古川駅前通商店街を全面改装し、1989年12月1日にオープンした。駅から一方通行の車道が通っている。
ベルデモールとは、スペイン語の「緑」を表す「ベルデ」と、英語で「木陰路」を表す「モール」を組み合わせた造語。全面に敷かれた石畳とレトロデザインの街灯、数々のモニュメントによりモダンな雰囲気を持つ。

## モニュメントと池

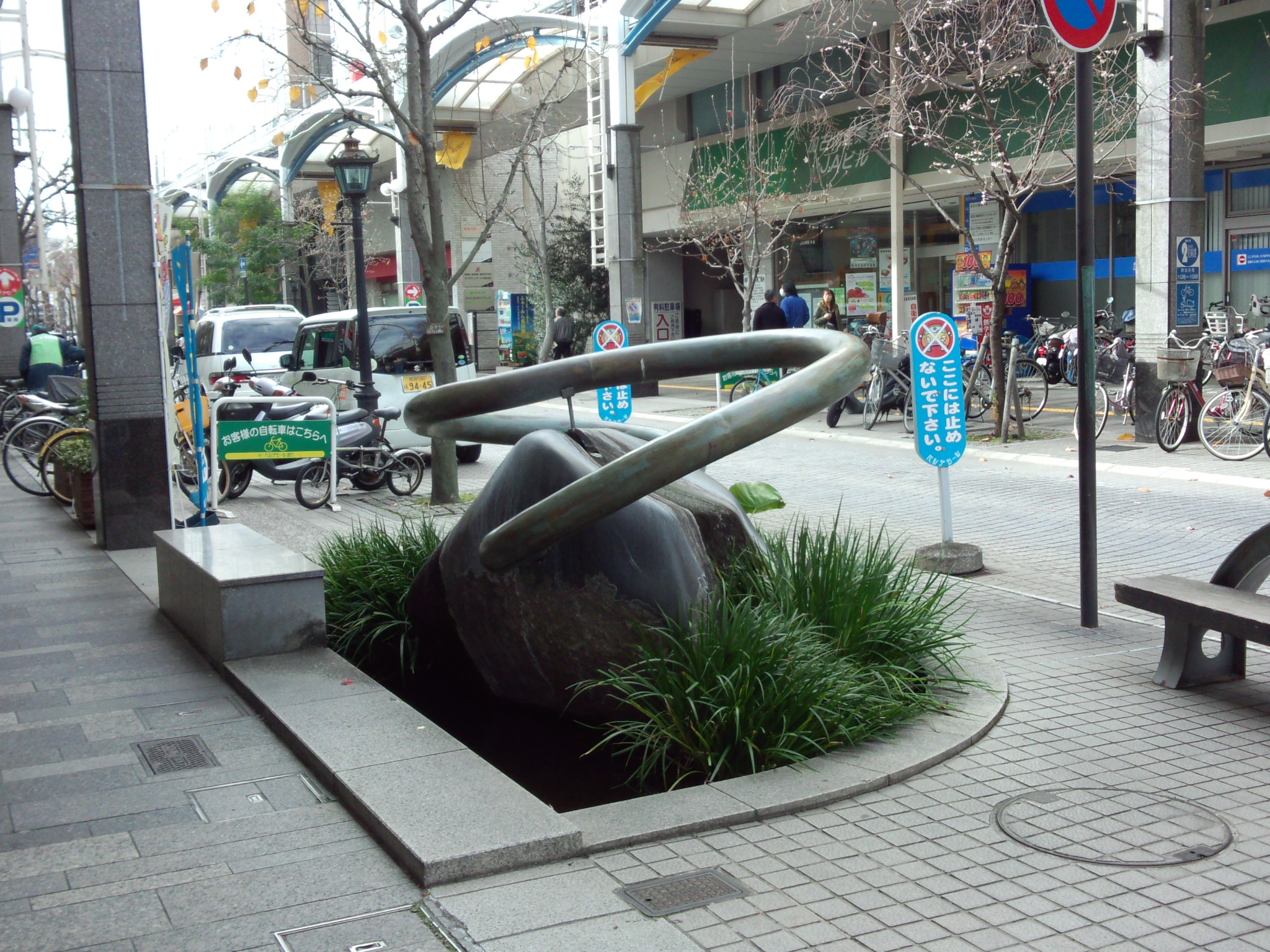
モニュメント（湧き水）

商店街の中には地下水を循環させている池があり、地域の人々の手により金魚、錦鯉、フナ、エビ等が飼育されている。水温は、年間を通じて一定に保たれ夏の暑さなどにも対応できているが、こころない人のタバコのポイ捨てなどにより全滅することもある。

## ギャラリー

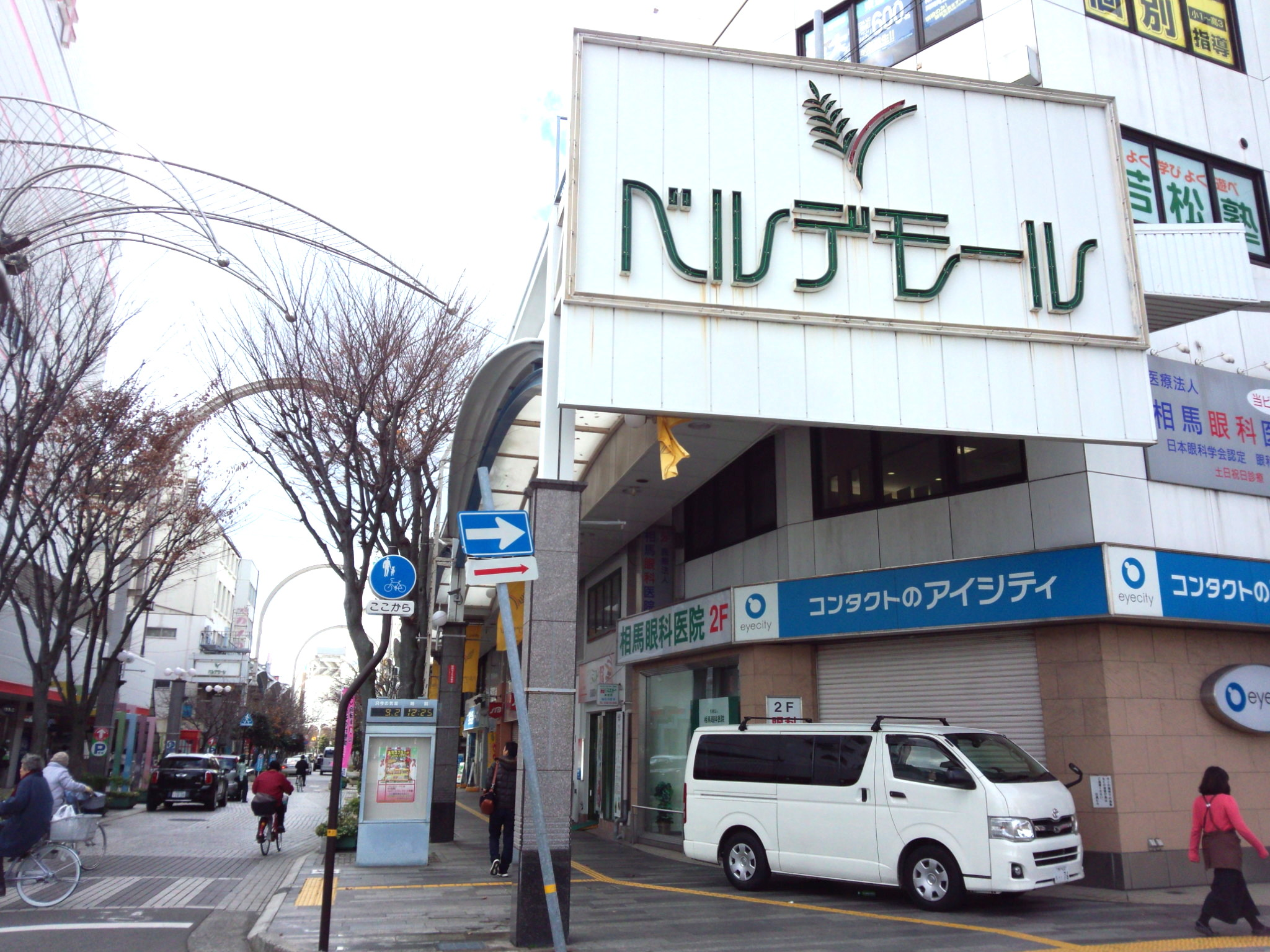
ベルデモール加古川（北口）
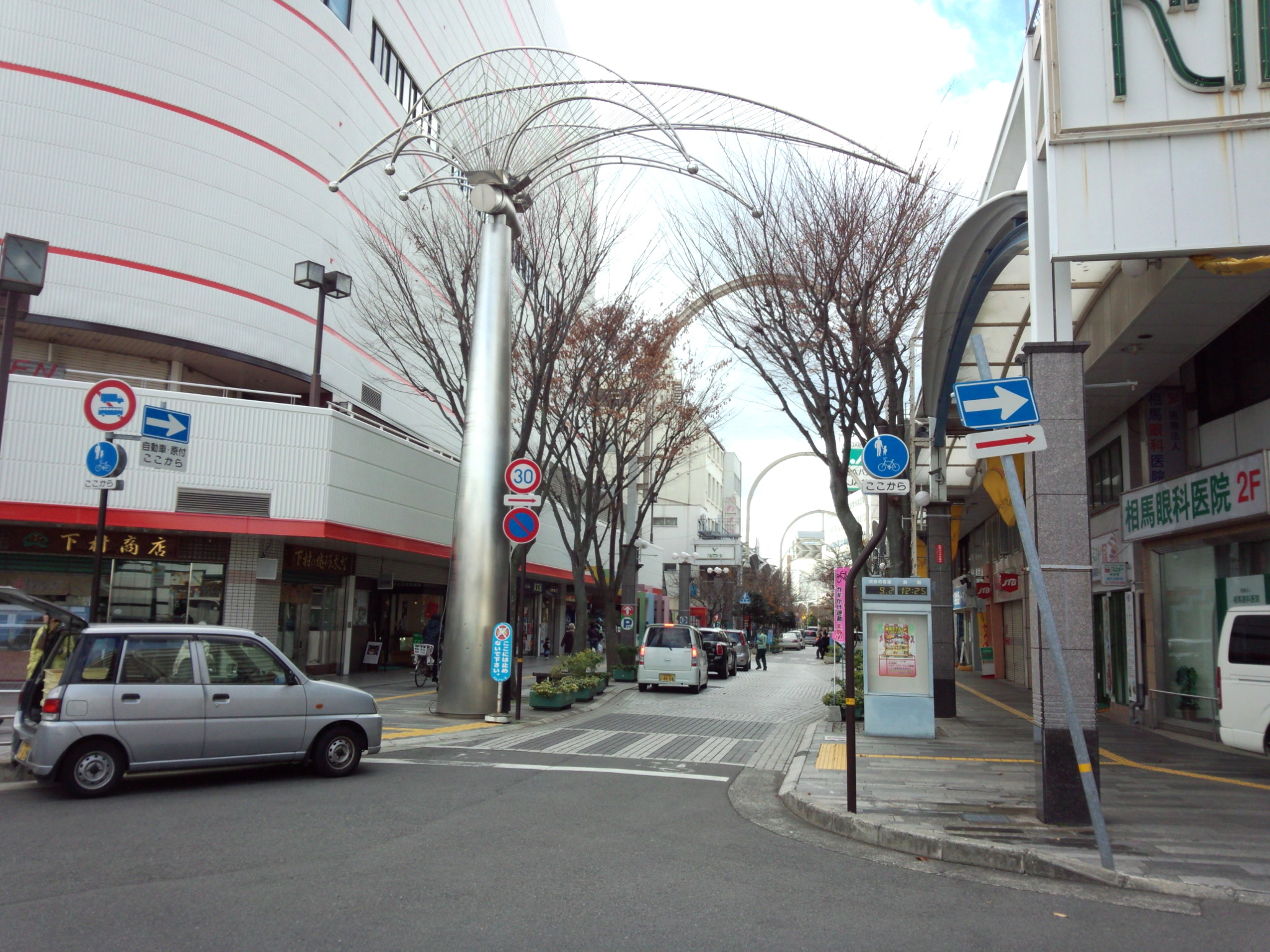
ベルデモール加古川（北口）
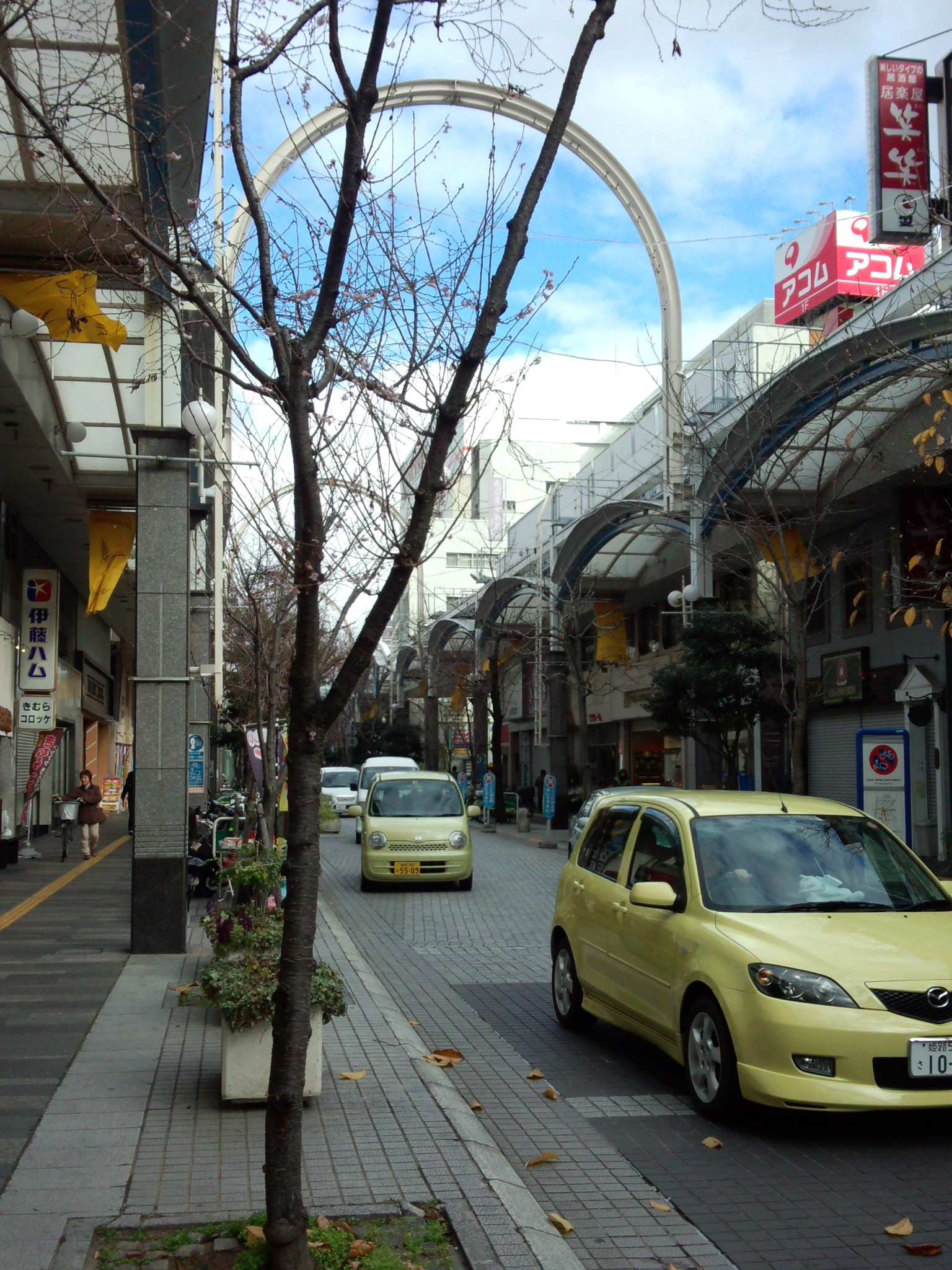
ベルデモール加古川